# Круглый, Владимир Игоревич
Владимир Игоревич Круглый (род. 27 мая 1955, Орёл) — врач-педиатр, детский хирург и онколог, член Совета Федерации Федерального Собрания с 24 сентября 2014 по 16 сентября 2023 года.
Из-за поддержки нарушения территориальной целостности Украины во время российско-украинской войны находится под персональными международными санкциями Евросоюза, США, Великобритании и ряда других стран.

## Биография
Родился 27 мая 1955 года в Орле.
Окончил Курский государственный медицинский институт по специальности «врач, лечебное дело» (1978), кандидат медицинских наук.
1978 год — детский хирург Орловской больницы скорой медицинской помощи имени Н. А. Семашко.
1980—1982 годы — врач, клинический ординатор на кафедре детской хирургии Центрального института усовершенствования врачей в Москве
1982—1984 годы — детский врач Орловской больницы скорой медицинской помощи
1984—2010, 2013—2014 годы — врач-ординатор хирургического отделения, заведующий хирургическим отделением, заместитель главного врача по хирургии
2010—2013 годы — главный врач Орловской Детской областной клинической больницы
В 2012 году В. И. Круглый был доверенным лицом В. В. Путина в Орловской области на президентских выборах
2014 год — заместитель главного врача бюджетного учреждения здравоохранения (БУЗ) Орловской области «Детская областная клиническая больница»
С сентября 2014 года — член Совета Федерации РФ, член Комитета Совета Федерации по социальной политике.
Был членом президиума регионального политсовета партии «Единая Россия».

## Награды, звания
- Заслуженный врач Российской Федерации[1]. Кандидат медицинских наук.
- Орден Дружбы (2018)[источник не указан 98 дней]